# 罗城仫佬族自治县
罗城仫佬族自治县是中国广西壮族自治区河池市所辖的一个自治县，位于广西北部，地处河池市东部，行政区域面积2658平方公里，自治县人民政府驻东门镇。

## 人口和民族
根据(广西壮族自治区)河池市第七次全国人口普查主要数据公报显示：罗城仫佬族自治县常住人口为272672人，男性人口占比50.84%，女性人口占比49.16%，年龄结构中0-14岁占比24.15%，15-59岁占比54.52%，60岁以上占比21.33%，65岁以上占比16.2%。
2015年末人口38.32万，其中乡镇人口26.75万。有仫佬、壮、苗、瑶、侗等少数民族29.08万人。其中仫佬族人口12.47万人，占总人口的33.16%。

## 建制沿革
罗城历史悠久，秦属桂林郡地。汉属潭中、定周两县地。三国、两晋属潭中县地。南朝(533年)置黄水县，为建县之始。隋开皇十一年（591年）增设临牂县；大业二年（606年）黄水、临牂废入义熙县，属义熙县地。唐武德四年（621年）置安修县，复置黄水县、临牂县 ；贞观四年（630年）增设天河县。宋开宝五年（972年）置罗城县，得今县名。1949年11月23日、1950年2月23日罗城县、天河县先后被中華人民共和國政府控制。1952年7月撤天河县并入罗城县。

## 行政区划
罗城仫佬族自治县下辖7个镇、4个乡：
东门镇、龙岸镇、黄金镇、小长安镇、四把镇、天河镇、怀群镇、宝坛乡、乔善乡、纳翁乡和兼爱乡。

## 交通
- 桂河高速、 242国道、 357国道过境。
- 罗城站：焦柳鐵路

## 经济概况
2015年累计完成地区生产总值189.92 亿元，年均增长3.2%；财政收入13.58 亿元，年均增长11.83%；全社会固定资产投资124.77 亿元，年均增长11.6%；社会消费品零售总额65.07 亿元，年均增长11.91%；规模以上工业总产值达80.48 亿元；城镇居民人均可支配收入由2010 年的11096 元提高到2015 年的18210元，年均增长10.44%；农民人均纯收入由2010 年的2695 元提高到2015 年的5323元，年均增长14.75%。